# Japans håndboldlandshold (damer)
Japanske håndboldlandshold er det japanske landshold i håndbold for kvinder. De er reguleret af Japans håndboldforbund og deltager også i internationale håndboldkonkurrencer.
Holdet har deltaget i alle det asiatiske mesterskaber gennem tiden. De vandt for første gang slutrunden i 2004. Landsholdet kvalificerede sig til en VM-slutrunde for første gang ved VM 1962 i Rumænien og har deltaget i turneringen regelmæssigt siden 1995. Deres 7. plads, ved VM 1965 i
Vesttyskland er deres bedste hidtil. Første gang de deltog ved de Olympiske lege, var i Montreal i 1976. Senest deltog de også i 2021, med hjemmebane i Tokyo. Danske Ulrik Kirkely var træner for landsholdet i perioden 2017 til efter Sommer-OL 2020.

## Resultater

### Sommer-OL
- 1976: 5.-plads
- 2020: 12.-plads

### VM i håndbold
- 1962: 9.-plads
- 1965: 7.-plads
- 1971: 9.-plads
- 1973: 10.-plads
- 1975: 10.-plads
- 1986: 14.-plads
- 1995: 13 – 16. plads
- 1997: 17.-plads
- 1999: 17.-plads
- 2001: 20.-plads
- 2003: 16.-plads
- 2005: 18.-plads
- 2007: 19.-plads
- 2009: 16.-plads
- 2011: 14.-plads
- 2013: 14.-plads
- 2015: 19.-plads
- 2017: 16.-plads
- 2019: 10.-plads
- 2021: 11.-plads
- 2023: 17.-plads

### Asienmesterskabet
- 1987:  Bronze
- 1989:  Bronze
- 1991:  Sølv
- 1993: 4.-plads
- 1995:  Bronze
- 1997:  Bronze
- 2000:  Bronze
- 2000:  Sølv
- 2002: 4.-plads
- 2004:  Guld
- 2006:  Sølv
- 2008:  Sølv
- 2010: 4.-plads
- 2012:  Bronze
- 2015:  Sølv
- 2017:  Sølv
- 2018:  Sølv
- 2021:  Sølv

### Asian Games
- 1994:  Sølv
- 1998:  Bronze
- 2002: 4.-plads
- 2006:  Bronze
- 2010:  Sølv
- 2014:  Sølv
- 2018:  Bronze

## Nuværende trup
Den nuværende spillertrup ved VM i kvindehåndbold 2021 i Spanien.
Cheftræner: Shigeo Kusumoto
| Nr. | Navn               | Position     | Kampe | Mål | Klub                            |
| --- | ------------------ | ------------ | ----- | --- | ------------------------------- |
| 2   | Mika Nagata        | Stregspiller | 43    | 18  | Hokkoku Bank Handball           |
| 7   | Asuka Fujita       | Højre fløj   | 55    | 149 | CS Minaur Baia Mare             |
| 17  | Clare Francis Gray | Stregspiller | 0     | 0   | Omron                           |
| 20  | Natsumi Akiyama    | Højre fløj   | 33    | 89  | Hokkoku Bank Handball           |
| 25  | Mana Ohyama        | Venstre back | 58    | 127 | Alba Fehérvár KC                |
| 26  | Natsuki Aizawa     | Playmaker    | 0     | 0   | lzumi Maple Reds                |
| 30  | Sakura Kametani    | Målvogter    | 62    | 8   | ESBF Besançon                   |
| 32  | Hikaru Matsumoro   | Venstre fløj | 0     | 0   | Hokkoku Bank Handball           |
| 33  | Ikumi Iwabuchi     | Højre back   | 8     | 20  | Omron                           |
| 34  | Maharu Kondo       | Venstre fløj | 7     | 17  | lzumi Maple Reds                |
| 36  | Kaho Nakayama      | Højre back   | 5     | 6   | Hokkoku Bank Handball           |
| 42  | Mana Yamamoto      | Venstre back | 7     | 24  | HC Nagoya                       |
| 44  | Yumi Kitahara      | Venstre back | 3     | 3   | Sony Semiconductor              |
| 45  | Abinaomi Osawa     | Målvogter    | 0     | 0   | Sony Semiconductor              |
| 46  | Atsuko Baba        | Målvogter    | 0     | 0   | Hokkoku Bank Handball           |
| 47  | Naoko Sahara       | Stregspiller | 0     | 0   | Hokkoku Bank Handball           |
| 48  | Saki Hattori       | Højre fløj   | 0     | 0   | Sony Semiconductor              |
| 49  | Yuki Yoshidome     | Venstre fløj | 0     | 0   | Hokkoku Bank Handball           |
| 50  | Shizuka Akiyama    | Venstre back | 0     | 0   | Izumi Maple Reds                |
| 51  | Ayaka Ohmatsuzawa  | Venstre back | 0     | 0   | Prestige International Aranamre |